# Walk the Moon
A Walk the Moon (stilizálva WALK THE MOON) egy amerikai rock zenekar, melynek központja Ohióban, Cincinnati városában van. A csapatot a vezető énekes, Nicholas Petricca alapította 2006-ban, mikor még a Kenyon College diákja volt. A név eredete a the Police "Walking on the Moon" című számáig vezethető vissza. A csoport az első, I want! I want! című lemezét 2010. novemberben függetlenként adta ki, majd több alternatív rádiónál kaptak megjelenési lehetőséget, ahol az "Anna Sun" címet játszották le. Az "Anna Sun" sikere mellett az Alt Nation őket nevezte meg annak a zenekarnak, melyről tudni kell 2012. nyarán. A Neon Gold befolyásos zenei blog segített betörni a bandának, mikor 2011. januárban az "Anna Sunról" azt írta, „olyasmi, amiről a brit A&R álmodik, amiért a nagyobb kiadók összeverekednek."
2011. februárban a Walk the Moon leszerződött az RCA Records-hoz, ahol 2012. júniusban adták ki első lemezüket, melynek a Walk the Moon címet adták. Az albumon szerepelt az "Anna Sun" egy újabb változata is. 2014. decemberben jelent meg a második lemezük egy nagyobb kiadónál, aminek Talking Is Hard lett a címe. Ezen szerepelt a "Shut Up and Dance" című szám, ami negyedik lett a Billboard Hot 100-on, a Billboard Rock Songs valamint a Billboard Alternative Songs slágerlistákat vezette is. Ryan Seed a Billboardnál a "Shut Up and Dance"-re a maximális ötből négy és fél pontot adott.
A csapat legutóbbi albuma a 2017-es What If Nothing, ami a Billboard 200 listán 40, míg a vezető daluk, a "One Foot" első lett a Billboard Alternative Songs slágerlistáján. Az albumról további három kislemez látott napvilágot 2018-ban és 2019-ben, majd további, egyedüli kislemezeket jelentettek meg.
A Walk the Moon több helyről is idézett, akik között ott van a Talking Heads, David Bowie, a the Police, a Tears for Fears Phil Collins is. Jellemző a csoportra, hogy az 1980-as évek jellegzetességeit követik, így használnak több billentyűs hangszert és szintetizátort is. 

## Történetük

### 2010–2011: Kezdetek,Anna Sunési Want! i Want!
2011-ben a csoport tagjai elkezdték befesteni az arcukat az élő előadásokon, majd annyi festéket szereztek, hogy már a közönség soraiba is jutott. Szerintük ez „élő hagyomány” lett.. A Bonnaroo videósai felvették a festés folyamatát egy 2011-es fesztiválon. A csoport a Sasquatch Music Festivalon és a Firefly Music Festivalon lépett fel. Energetikus előadás módjukkal és fáradhatatlan turnéjukkal lettek híresek. A saját kiadású albumuk megjelenése előtt a Walk the Moon sok más előadóhoz is csatlakozott a Music Midtown fesztiválon, és szerepeltek 2011. szeptemberben a Great Southeast Music Hall Stage-en is Atlantában. 2011 tavaszán a csapat a nyugati parti Grouplove csapattal ment közösen turnézni, egyes alkalmakkor pedig a Panic! at the Disco-t és a Weezert támogatták. A csapat a Lollapalooza 20. évfordulóján a fő színpadon játszott, ezen kívül a Local Natives segítő zenekara lett.
A csapat saját maga által kiadott i Want! i Want! című lemezét Chris Schmidt és Ben Cochran vette fel a Soap Floats Recording Studióban szülővárosukban, Cincinnatiben. Az albumról először megjelent kislemezen az "Anna Sun" lett, mert az Esquire megemlítette a „30 nyári sláger, melyet minden férfinak hallania kell” című cikkében. A dalokat Petricca és a New Yor-ik Nick Lerangis szövegíró írta, mikor a végéhez közeledtek a Kenyon College-ben töltött évek utolsó napjai. Petricca azt mondta: "Ez az iskoláról szól. Arról, hogy megőrízzük azt a keveset, ami a gyerekkorból maradt.” „Ne félj játszani.” A dal a címében egyik kedvenc tanáruknak állít emléket. Az MTV és a Seventeen Mag a nyár egyik dalának, míg az Amazon az év egyik legjobb dalának választotta. A Fool's Gold feldolgozta, majd ismételten átdolgozta a Trouble Productionsnél Albert Hammond Jr. Anna Sun a Alt. Nation on Sirius XM Radiónál a csúcsig jutott. Az "Anna Sun" 2011. májusban szerepelt az American Eagle Outfitters bolt videós válogatásában. Szerepelt a Vámpírnaplók harmadik évadjának első részében. Ez volt az iTunes május 15-i hetének ingyenes kislemeze. A 2011-ben Cincinnati Over-the-Rhine negyedében felvett klipet az albummal együtt jelentették meg. A videót a Cincinnati Mockbee épületnél és a városi parkban vették fel. Ezt a cincinnati vállalatnál, a Contrast Productionsnél dolgozó Patrick Meier rendezte és rögzítette. A PONES Inc-től King Popa rakta össze a koreográfiát, a szereplők pedig a csapat barátai és más helybéliek közül kerültek ki. Az MTV Hive szerint a videó „rendkívül vicces a koreográfia, az eredmény neon színű lett, és nagyszerűen lett megvágva.

### 2012–2013:Walk the Moon
A csapat első, egy nagyobb kiadónál megjelent, saját címadású lemeze, a Walk the Moon 2012. június 19-én jelent meg. Aznap szerepelt is a Late Show with David Letterman adásában. 2012. június 27-én a banda több más előadóval közösen részt vett a Summerfest Music Festivalon, és fellépett a U.S. Cellular Connection Stage-en is. Az első kislemez címe "Anna Sun" lett, ami 10.helyig jutott a Billboard Alternative, és 20 helyig jutott a Billboard Rock Songs sikerlistákon. Szintén ebben az évben a Walk the Moon játszott a londoni iTunes Festivalon, szerepelt a KROQ Weenie Roast 2012-jén, és a Fun előzenekara volt annak európai turnéján. A “Quesadilla” betették a FIFA 13 hangjának, a második kislemezükön, a “Tightrope”-on szereplő daluk pedig a HP Envy 4 Ultrabook laptop reklámjában csendül fel. Ezen kívül szerepelt a Saints Row IV játékban. Petricca szerepelt Madeon "Finale" szűműban, ami szintén szerepelt a FIFA 13 soundtrackjében. 2014. július–augusztusban, a Talking Is Hard megjelenése előtt a Walk the Moon volt a Panic! at the Disco előzenekara a the This Is Gospel Touron.

## A banda tagjai
Jelenlegi tagok

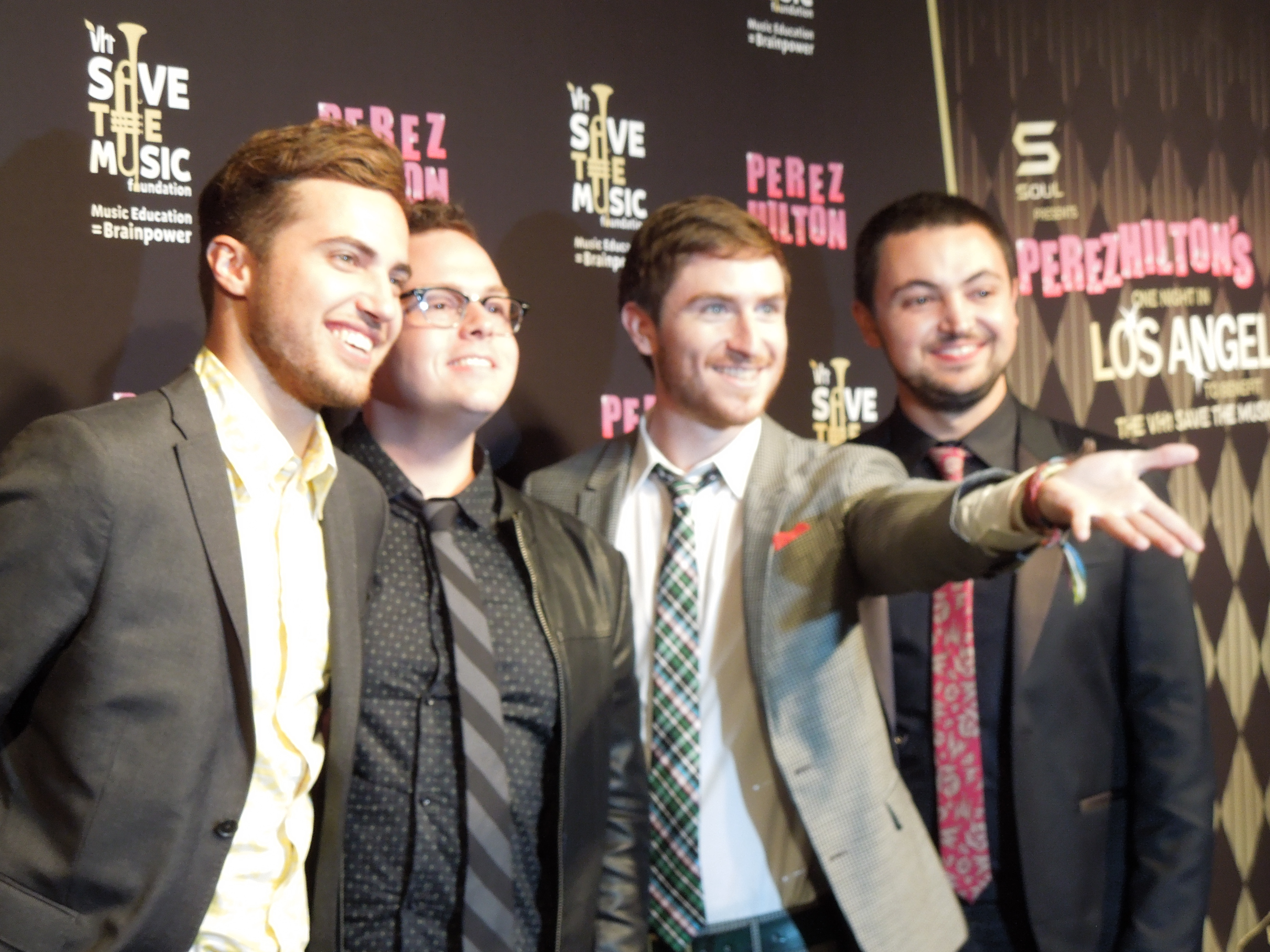
Balról jobbra: Kevin Ray, Sean Waugaman, Nicholas Petricca, Eli Maiman

- Nicholas William Petricca – vezető énekes, billentyűs, szintetizátor (2006–napjainkig)[30]
- Sean Byron Waugaman – dob, háttér énekes(2010–napjainkig)
- Eli Brose Maiman – gitár, háttér énekes (2010, 2011–napjainkig)

Jelenlegi turnézó tagok
- Lachlan West – billentyűsök, elektromos dob, ütőhangszerek (2017–napjainkig)

Egykori tagok
- Kevin Colter Ray – basszus, háttér énekes, gitár (2010–2020)
- Brian Witon Sr. – ütőhangszerek, háttérénekes (2010–2013)
- Adam Reifsnyder – basszus, háttérénekes (2006–2009)[31][32][33]
- Sam Cole – gitár, háttér énekes (2006–2008)[31][34]
- Ricky Human – dobok (2006–2008)[31][34]
- Nick Lerangis – gitár, háttér énekes (2009)[32][33][35][36][37]
- Chris Robinson – gitár, háttér énekes (2010–2011)[38][39]
- Adrian Galvin – dobok (2012-ben elhagyta a csoportot)[40]

### Idővonal
Az i Want! i Want! album 2010-ben jelent meg, ahogy az a soron látszik is, de még korábban lett rögzítve, mikor még csak Petricca, Lerangis, Reifsnyder, és Galvin voltak a banda tagjai.